# 農業協同組合新聞
農業協同組合新聞（のうぎょうきょうどうくみあいしんぶん）は一般社団法人農協協会（東京都中央区）が発行している農業・農協専門紙。通称、農協新聞。

## 概要
全国のJAグループの役職員や組合員、農業生産者、生活協同組合を主な対象読者として、毎月10日・20日・30日の3回発行している旬刊紙。  年間購読料は13,000円。
農業経済学者らによる農政についての詳細な解説記事や提言などが多いのが特徴。そのほか農協の活動紹介、現場からの声、アグリビジネス情報など、農業・農協についての幅広い記事を掲載している。農業関係者のみならず、他分野から日本の農業への提言や思いを伝えるインタビューなども紹介している。

## 沿革
- 1929年 - 「経済更生新聞」として創刊。
- 1948年 - 「農業協同組合新聞」に改称。
- 1960年 - 社団法人農協協会設立。
- 1978年 - 農協人文化賞を創設。
- 2000年 - Web版紙面のJAcom（ジェイエイコム）を開設。
- 2005年 - 農業協同組合研究会を設立。